# Raitasjön
Raitasjön är en sjö i Dorotea kommun i Lappland och ingår i Ångermanälvens huvudavrinningsområde. Sjön har en area på 0,446 kvadratkilometer och ligger 365 meter över havet.

## Delavrinningsområde
Raitasjön ingår i det delavrinningsområde (716577-148137) som SMHI kallar för Utloppet av Raitasjön. Medelhöjden är 404 meter över havet och ytan är 2,13 kvadratkilometer. Räknas de 2 avrinningsområdena uppströms in blir den ackumulerade arean 12,08 kvadratkilometer. Vattendraget som avvattnar avrinningsområdet har biflödesordning 4, vilket innebär att vattnet flödar genom totalt 4 vattendrag innan det når havet efter 257 kilometer. Avrinningsområdet består mestadels av skog (79 procent). Avrinningsområdet har 0,45 kvadratkilometer vattenytor vilket ger det en sjöprocent på 21,3 procent.